# Appleby Magna
Appleby Magna est une paroisse civile et un village du Leicestershire, en Angleterre.